# Giáo hoàng đối lập Philip
Giáo hoàng đối lập Philip là một Giáo hoàng đặc biệt khi ông chỉ tại vị được duy nhất có một ngày (ngày 31 tháng 7 năm 768). Với thân phận chủ là một giáo sĩ trong một tu viện ở Rôma, việc ông được bầu làm Giáo hoàng có thể là một mưu đồ từ bên ngoài. Đại pháp quan Giáo hoàng, Christophorus, với sự giúp đỡ của người Lombard đã phế truất Giáo hoàng Constantine II, ứng cử viên theo phe quân đội ở Rôma. Khi Constantine bị bắt giữ, Waldipert, với vai trò là sứ giả của vua Lombard là Desiderius đã hộ tống người anh em của Sergius tấn công vào Rôma kết thúc triều đại của Constantine. Sau đó Waldipert đã đưa Philip lên làm giáo hoàng.
Christphorus đã không đồng ý về điều nay, ông tuyên bố rằng: ông sẽ không vào Rôma chừng nào Philip còn chưa bị loại bỏ. Và thế là, Philip đã buộc phải quay trở lại tu viện của mình.
Christophorus vào Rôma và giám sát cuộc bầu cử của Giáo hoàng Stephen III.